# Tepoxtepec, Tenancingo
Tepoxtepec är en ort i Mexiko.   Den ligger i kommunen Tenancingo och delstaten Mexiko, i den sydöstra delen av landet, 70 km sydväst om huvudstaden Mexico City. Tepoxtepec ligger 2 052 meter över havet och antalet invånare är 1 539.
Terrängen runt Tepoxtepec är lite bergig. Runt Tepoxtepec är det tätbefolkat, med 550 invånare per kvadratkilometer. Närmaste större samhälle är Tenango de Arista, 16,1 km norr om Tepoxtepec. Omgivningarna runt Tepoxtepec är en mosaik av jordbruksmark och naturlig växtlighet.